# Lahiru Kumara
Chandradasa Brahammana Ralalage Lahiru Sudesh Kumara (* 13. Februar 1997 in Kandy, Sri Lanka) ist ein sri-lankischer Cricketspieler, der seit 2016 für die sri-lankischen Nationalmannschaft spielt.

## Kindheit und Ausbildung
Kumara war Teil des sri-lankischen Teams bei der ICC U19-Cricket-Weltmeisterschaft 2016, wobei er mit dem Team das Halbfinale erreichte.

## Aktive Karriere
Im Sommer 2016 konnte Kumara bei einer Tour des U19-Teams in England überzeugen und dabei insgesamt 11 Wickets in einem Youth-Test erzielen, womit er sein Team zum Sieg führte. Daraufhin gab er sein Debüt im Test-Cricket im Oktober 2016 in Simbabwe. Bei der folgenden Tour in Südafrika erzielte er im zweiten Test 6 Wickets für 57 Runs im ersten Innings, was jedoch nicht zum Sieg reichte. Im dritten Test gelangen ihm dann 4 Wickets für 107 Runs. Daraufhin gab er bei der Tour auch sein Debüt im ODI-Cricket. Im Sommer erreichte er in der Test-Serie gegen Indien 3 Wickets für 131 Runs. Ein Jahr darauf konnte er in den West Indies im ersten Test insgesamt sieben Wickets erzielen (4/95 und 3/40). Im zweiten und dritten Test folgten dann jeweils ein Mal vier Wickets (4/86 und 4/58). Im November wurde er aus dem Kader der Test-Serie gegen England gestrichen, als er vom Team eine Disziplinarstrafe wegen Verfehlung der Ausgangssperre erhalten hatte. Bei der folgenden Tour in Neuseeland war er wieder im Team. Dort konnte er in der Test-Serie ein Mal vier (4/127) und ein Mal drei (3/49) Wickets erzielen. Auch absolvierte er bei der Tour sein Debüt im Twnety20-Cricket. Kurz darauf verletzte er sich bei der Tour in Australien am Oberschenkel und musste mehrere Wochen aussetzen.
Ab der Saison 2019/20 konzentrierte er sich neben dem Test-Cricket vorwiegend auf Twenty20s. Im Dezember 2019 erreichte er in Pakistan 4 Wickets für 49 Runs im zweiten Test. Dies wurde gefolgt durch 3 Wickets für 32 Runs in Simbabwe. In Folge der COVID-19-Pandemie gelang es ihm zunächst nicht wieder Fuß zu fassen im Test-Team, da er Touren auf Grund von Verletzungen und Infektionen verpasste. Im Oktober wurde er dann für den ICC Men’s T20 World Cup 2021 nachnominiert. Dort konnte er unter anderem gegen die Niederlande 3 Wickets für 7 Runs erreichen und wurde dafür als Spieler des Spiels ausgezeichnet. Bei der Ausgabe ein Jahr später war er wieder im Team und erzielte gegen Afghanistan (2/30) und England (2/24) jeweils zwei Wickets.